# Hrvatski Apoksiomen
Hrvatski Apoksiomen ili Lošinjski Apoksiomen je brončani antički kip (apoksiomena) iz 2. ili 1. stoljeća pr. Kr, pronađenog 1996., a izronjenog 1999. u moru kod Lošinja.

## Nalazak i izlaganje
Kip je 1996. pronašao belgijski turist René Wouters, kraj otočića Vele Orjule, na pješčanom dnu između dvije stijene, na dubini od oko 45 metara. Nalaz je Ministarstvu kulture Republike Hrvatske prijavljen 1998. Ronioci Specijalne policije i stručnjaci Ministarstva kulture i Arheološkog muzeja u Zadru izronili su kip 27. travnja 1999.

### Izlaganje
Nakon dugogodišnje desalinizacije i brižne restauracije, kip je bio izložen u Arheološkom muzeju u Zagrebu, od 18. svibnja do 17. rujna 2006.; od listopada 2006. do 30. siječnja 2007. nalazio se na gostovanju u Italiji, u Firenzi (Palazzo Medici Riccardi), gdje ga je vidjelo oko 80.000 posjetitelja, "uvelike povećavši broj posjeta" palači.  Barem dvije naredne godine kip će se nalaziti u Arheološkom muzeju u Zagrebu. Krajem veljače 2007. premijer Ivo Sanader založio se da Apoksiomen bude smješten u Malom Lošinju, no konačnu odluku o tome prepustio je struci (Vijeću za kulturna dobra). Muzejsko vijeće jednoglasno je odlučilo u listopadu 2007., da Apoksiomen bude smješten u Palači Kvarner u Malom Lošinju. Odluku je podržalo Ministarstvo kulture. Do konačnog preseljenja na Lošinj, Apoksiomen će biti u Arheološkom muzeju u Zagrebu.
Dana 30. travnja 2016. godine Muzej Apoksiomena u palači Kvarner u Malom Lošinju otvorila predsjednica RH Kolinda Grabar-Kitarović. Autori projekta jedinstvene rekonstrukcije palače Kvarner iz 19. stoljeća u Muzej Apoksiomena, riječki su arhitekti Idis Turato i Saša Randić, čiji je rad prvonagrađen na arhitektonskom natječaju. Projekt je osmišljen na način da se očuva vanjsko obličje zgrade, a u unutrašnjosti je mračna prostorija u kojoj je dokumentiran put Apoksiomena od podmorja do muzeja te ispripovijedana priča o skulpturi, do posve bijele prostorije ukojoj se kip može promatrati iz neposredne blizine.

## Izgled i tipologija
Apoksiomenov brončani sjaj je bljeskovit, baš kao i posljednji proplamsaji grčkoga klasičnog doba, kada uz pomoć filozofije čovjek počinje tražiti utočište u nevidljivome (Platon zagovara bijeg u okrilje više svijesti), ali i sigurnom, čvrstom okrilju spoznaje (Aristotelove gnoseološke teze). Zato je Apoksiomen tako dostojanstveno smiren, pa gledajući njegovu savršenu formu možemo dodirnuti i ono što bi inače ostalo skriveno pogledu, koji bi se ograničio samo na promatranje izvanjskih oblika. Apoksiomen kao i njegov autor stoički prihvaća relativnost postanka i opstanka, jer živi usred neprestanih promjena, pa prihvaćajući prolaznost kao djelotvornu vrijednost i činjenicu otkriva zapretene emocije, koje će se već sutra, u helenizmu razmahati do usijanja.
Hrvatski se Apoksiomen razlikuje od Lizipova prvenstveno po tome što drži ruke u visini boka, a ne podlaktice. Smatra se da lošinjska kopija potječe iz II. ili I. st. pr. Kr. (tako tvrde povjesničari umjetnosti Nenad Cambi, iz Splita, i Vincenzo Saladino, iz Firence).  Kip sličnog tipa nađen je 1896. u Efezu (Turska; sada je u Beču, Kunsthistorisches Museum). Veći broj fragmentarnih nalaza upravo ovog tipa upućuje na njegovu popularnost u antici; možda je vatikanski Apoksiomen ustvari varijacija na Lizipovu temu.

## Zagonetka
Apoksiomen se u moru kod Lošinja nije našao odmah nakon izrade (dokazuju to i nalazi unutar kipa), već – prema radio-karbonskom datiranju organskog materijala – između 20. pr. Kr. i 110. po Kr.  Početkom II. st. po Kr. Apoksiomen je već bio antikvitet, i lako je moguće da je putovao u veći grad, poput tadašnje Akvileje, Ravene ili Pule.
Opsežna podvodna pretraga (pomoću metalnih i drugih detektora) na području od 10.000 kvadratnih metara oko mjesta nalaza, te pretraga 50.000 kvadratnih metara podmorja pomoću robotske sonde nije otkrila tragove antičkog brodoloma; nađeni su samo dio rimskog olovnog sidra, pet ulomaka amfore iz II. st. po Kr, te podnožje našeg kipa. Zato moramo pretpostaviti da je Apoksiomen izbačen s rimskog trgovačkog broda tijekom oluje. Kakva je nužda pomorce primorala da žrtvuju dragocjeni teret, ostaje zagonetka.

## Restauracija
Lošinjski je Apoksiomen izronjen prepun morskih organizama (školjaka itd.) priraslih uz stijenke. Za uklanjanje inkrustacije nisu se koristila kemijska sredstva. Konzervatorski radovi, prvi takve vrste u nas, provodili su se isključivo mehanički, preciznim ručnim alatima i povremeno uz pomoć stroja.
Kako je kip imao niz napuknuća te veće oštećenje na bedrenom dijelu desne noge, sanirani su svi spojevi. Izrađena je i posebna konstrukcija koja iznutra podupire cijelu figuru.
Nađeno je i originalno Apoksiomenovo brončano postolje, ukrašeno ornamentom kvadrata i svastika.

## Svaštice
U unutrašnjosti Apoksiomena pronađeni su komadići drva, grančice, nekoliko sjemenki plodova, koštice masline i trešnje, te gnijezdo maloga glodavca.
Još od pronalaska kipa, arheolozi su podijeljeni oko toga je li model po kojem je kipar radio bio ljevak ili dešnjak. Talijanski ministar školstva Giuseppe Fioroni, po zanimanju liječnik, prigodom posjeta firentinskoj izložbi hrvatskog Apoksiomena uočio je da su mišići lijevog ramena razvijeniji od onih na desnom, iz čega je izveo zaključak da je model bio ljevoruk.
Apoksiomen je 2007. godine, dobio nagradu Europa Nostra, nagradu EU za zaštitu baštine.

## Vanjske poveznice
- Muzej Apoksiomena, službene stranice
- Trodimenzionalna digitalizacija antičke brončane skulpture Apoksiomena  Arhivirana inačica izvorne stranice od 10. lipnja 2007. (Wayback Machine)
- Apoksiomen i Lošinj, zbirka izrezaka iz hrvatskih medija
- Apoksiomen u Arheološkom muzeju u Zagrebu  Arhivirana inačica izvorne stranice od 2. veljače 2007. (Wayback Machine), opis izložbe 18.svibnja -- 17. rujna 2006.
- Apoksiomen na PhDiva blogu, sa slikama prije i poslije restauracije (engl.)
- Članak o Apoksiomenu u časopisu Minerva: The International Review of Ancient Art & Archaeology  Arhivirana inačica izvorne stranice od 1. travnja 2007. (Wayback Machine) (engl.)